# Segunda guerra anglo-neerlandesa
La segunda guerra anglo-neerlandesa fue una guerra entre Inglaterra y las Provincias Unidas de los Países Bajos que comenzó el 4 de marzo de 1665 y concluyó con la firma del Tratado de Breda el 31 de julio de 1667. Las dos potencias marítimas continuaron chocando en los mismos mares que en el anterior conflicto. Fue una guerra de una serie de guerras navales entre Inglaterra y la República Holandesa, impulsadas en gran medida por disputas comerciales.
A pesar de varias batallas importantes, ninguno de los dos bandos logró obtener una victoria decisiva y, a finales de 1666, la guerra había llegado a un punto muerto. Las conversaciones de paz avanzaron poco hasta que la incursión holandesa en el río Medway en junio de 1667 obligó a Carlos II de Inglaterra a aceptar el Tratado de Breda.
Al eliminar una serie de problemas originados hace tiempo, las condiciones finalmente hicieron posible que Inglaterra y la República Holandesa se unieran contra las políticas expansionistas llevadas a cabo por Luis XIV de Francia. Sin embargo, a corto plazo, el deseo de Carlos de vengar este revés condujo a la tercera guerra anglo-neerlandesa en 1672.

## Antecedentes
En 1661 Carlos II de Inglaterra se casó con Catalina de Braganza. La princesa aportaba con su dote Bombay y Tánger, y prácticamente ofrecía a su esposo la tutela y todas las garantías económicas del Imperio portugués (Portugal se hallaba en plena guerra de la independencia con España). En 1664 chocaron violentamente en las costas del golfo de Guinea, donde se disputaban la captura de esclavos negros para venderlos en las Antillas. En el mismo año los colonos de Nueva Inglaterra conquistaban la ciudad de Nueva Ámsterdam, que fue rebautizada como Nueva York.

## Desarrollo
En 1665 ambos países se declararon la guerra formalmente. El almirante neerlandés Ruyter obtuvo una resonante victoria batalla de los Cuatro Días que coincidió con acontecimientos adversos y especialmente impopulares en Londres: en 1665 una gran peste y en 1666 el denominado Gran Incendio de Londres. Michiel de Ruyter organizó exitosamente el Ataque de Medway, que fue un gran victoria para los neerlandeses. Posteriormente Ruyter aprovechó con gran oportunidad la desmoralización del enemigo para remontar el río Támesis y bombardear las poblaciones ribereñas. Desde Londres se oyeron los disparos de los cañones. La Paz de Breda ratificaba la victoria neerlandesa pero sin humillar el honor británico. Inglaterra conservaba el "Acta de Navegación" atenuada.